# Llista de monuments del Losera
Llista de monuments del Losera (Llenguadoc-Rosselló) registrats com a monuments històrics, bé catalogats d'interès nacional (classé) o bé inventariats d'interès regional (inscrit).
A data 31 de desembre de 2009, el Losera comptava amb 187 monuments històrics, dels quals 51 són catalogats i 136 inventariats. La següent llista mostra les dades de la base Mérimée organitzada per municipis.
| Monument                                                                 | Prot. | Època                  | Localització                                                                                           | Coordenades                                          | Codi?      | Imatge |
| ------------------------------------------------------------------------ | ----- | ---------------------- | --- | ---------------------------------------------------- | ---------- | --- |
| Església                                                                 | Cat.  | Segles XII-XV          | Alenc                                                                                                  | 44° 32′ 30″ N, 3° 39′ 43″ E / 44.541615°N,3.662025°E | PA00103782 | Església · Vegeu més fotos d'aquest monument · Carregueu una nova foto d'aquest monument                                                                 |
| Antic castell de Villaret                                                | Inv.  | Segles XII-XVI         | Alenc                                                                                                  | 44° 31′ 27″ N, 3° 40′ 40″ E / 44.52421°N,3.677888°E  | PA00103781 | Antic castell de Villaret · Vegeu més fotos d'aquest monument · Carregueu una nova foto d'aquest monument                                                |
| Castell du Champ                                                         | Inv.  | Segles XV-XVI          | Altièr                                                                                                 | 44° 28′ 14″ N, 3° 51′ 03″ E / 44.470694°N,3.850833°E | PA00103783 | Castell du Champ · Vegeu més fotos d'aquest monument · Carregueu una nova foto d'aquest monument                                                         |
| Creu de ferro forjat                                                     | Inv.  | Segle XVIII            | Arzenc de Randon carretera de Saint-Amans à Châteauneuf                                                | 44° 39′ 39″ N, 3° 37′ 53″ E / 44.660719°N,3.6314°E   | PA00103784 | Carregueu una nova foto d'aquest monument |
| Creu                                                                     | Inv.  | Segle XVI              | Aurós                                                                                                  | 44° 46′ 27″ N, 3° 45′ 15″ E / 44.774086°N,3.754132°E | PA00103785 | Creu · Vegeu més fotos d'aquest monument · Carregueu una nova foto d'aquest monument                                                                     |
| Dolmen de Chamgefège                                                     | Cat.  | Neolític               | Balsièja                                                                                               | 44° 29′ 50″ N, 3° 26′ 40″ E / 44.497297°N,3.444509°E | PA00103786 | Dolmen de Chamgefège · Vegeu més fotos d'aquest monument · Carregueu una nova foto d'aquest monument                                                     |
| Pont de Montferrand                                                      | Inv.  |                        | Banaçac                                                                                                | 44° 27′ 08″ N, 3° 11′ 38″ E / 44.452317°N,3.19391°E  | PA00103787 | Pont de Montferrand · Vegeu més fotos d'aquest monument · Carregueu una nova foto d'aquest monument                                                      |
| Església                                                                 | Cat.  | Segles XII-XV          | Barra de las Cevenas                                                                                   | 44° 14′ 41″ N, 3° 39′ 16″ E / 44.244722°N,3.654361°E | PA00103788 | Església · Vegeu més fotos d'aquest monument · Carregueu una nova foto d'aquest monument                                                                 |
| Església de Puèglaurenç                                                  | Inv.  | Segle XII              | Puèglaurenç                                                                                            | 44° 32′ 11″ N, 3° 52′ 42″ E / 44.53634°N,3.87839°E   | PA00103789 | Església de Puèglaurenç · Vegeu més fotos d'aquest monument · Carregueu una nova foto d'aquest monument                                                  |
| Maison Peytavin                                                          | Inv.  | Segle XVII             | Lo Blumar                                                                                              | 44° 29′ 11″ N, 3° 44′ 01″ E / 44.4865°N,3.7337°E     | PA48000003 | Carregueu una nova foto d'aquest monument |
| Antiga església de Saint-Jean-du-Bleymard                                | Cat.  | Segle XII              | Lo Blumar                                                                                              | 44° 29′ 42″ N, 3° 43′ 41″ E / 44.49505°N,3.72795°E   | PA00103792 | Antiga església de Saint-Jean-du-Bleymard · Vegeu més fotos d'aquest monument · Carregueu una nova foto d'aquest monument                                |
| Vint-i-tres menhirs                                                      | Inv.  |                        | Los Bondons Hameau de la Veyssière                                                                     | 44° 23′ 38″ N, 3° 38′ 56″ E / 44.393868°N,3.649006°E | PA00103793 | Vint-i-tres menhirs · Vegeu més fotos d'aquest monument · Carregueu una nova foto d'aquest monument                                                      |
| Dos menhirs de Montmirat                                                 | Inv.  |                        | Los Bondons                                                                                            | 44° 23′ 34″ N, 3° 38′ 27″ E / 44.39264°N,3.64095°E   | PA00103799 | Carregueu una nova foto d'aquest monument |
| Tretze menhirs del grup de la Maisonnette                                | Inv.  |                        | Los Bondons                                                                                            | 44° 24′ 36″ N, 3° 37′ 53″ E / 44.4099°N,3.6314°E     | PA00103798 | Carregueu una nova foto d'aquest monument |
| Tres menhirs del segon grup de la Fage                                   | Inv.  |                        | Los Bondons a 500 m del primer grup                                                                    | 44° 24′ 55″ N, 3° 35′ 37″ E / 44.415235°N,3.593669°E | PA00103797 | Tres menhirs del segon grup de la Fage · Vegeu més fotos d'aquest monument · Carregueu una nova foto d'aquest monument                                   |
| Menhirs del primer grup de la Fage                                       | Inv.  |                        | Los Bondons                                                                                            | 44° 24′ 38″ N, 3° 34′ 37″ E / 44.410424°N,3.576817°E | PA00103796 | Menhirs del primer grup de la Fage · Vegeu més fotos d'aquest monument · Carregueu una nova foto d'aquest monument                                       |
| Menhir aïllat de Colobrières                                             | Inv.  |                        | Los Bondons                                                                                            | 44° 24′ 05″ N, 3° 38′ 01″ E / 44.401449°N,3.633481°E | PA00103795 | Menhir aïllat de Colobrières · Vegeu més fotos d'aquest monument · Carregueu una nova foto d'aquest monument                                             |
| Tres menhirs de la colina de Treimes                                     | Inv.  |                        | Los Bondons                                                                                            | 44° 23′ 38″ N, 3° 39′ 40″ E / 44.3938°N,3.6612°E     | PA00103794 | Tres menhirs de la colina de Treimes · Vegeu més fotos d'aquest monument · Carregueu una nova foto d'aquest monument                                     |
| Creu de pedra                                                            | Inv.  | Segle XVIII            | Lo Bòrn                                                                                                | 44° 33′ 34″ N, 3° 33′ 38″ E / 44.559492°N,3.560584°E | PA00103802 | Carregueu una nova foto d'aquest monument |
| Creu de pedra                                                            | Inv.  | Segle XVIII            | Lo Bòrn Place de la Chape                                                                              | 44° 33′ 38″ N, 3° 33′ 43″ E / 44.5606°N,3.5619°E     | PA00103801 | Carregueu una nova foto d'aquest monument |
| Hisenda rural d'Issenges                                                 | Inv.  | Segle XVII             | Bedoesc                                                                                                | 44° 22′ 00″ N, 3° 34′ 54″ E / 44.366784°N,3.58165°E  | PA00103942 | Hisenda rural d'Issenges · Vegeu més fotos d'aquest monument · Carregueu una nova foto d'aquest monument                                                 |
| Tres menhirs del grup de la Can d'Issanges                               | Inv.  |                        | Bedoesc                                                                                                | 44° 22′ 19″ N, 3° 35′ 04″ E / 44.3719°N,3.5845°E     | PA00103791 | Carregueu una nova foto d'aquest monument |
| Castell du Miral                                                         | Inv.  |                        | Bedoesc                                                                                                | 44° 21′ 22″ N, 3° 38′ 28″ E / 44.35611°N,3.64111°E   | PA00103790 | Castell du Miral · Vegeu més fotos d'aquest monument · Carregueu una nova foto d'aquest monument                                                         |
| Cases d'entramats de fusta                                               | Inv.  | Segle XIV              | La Canorga place au Blé                                                                                | 44° 25′ 58″ N, 3° 12′ 56″ E / 44.4328°N,3.2155°E     | PA00125497 | Cases d'entramats de fusta · Vegeu més fotos d'aquest monument · Carregueu una nova foto d'aquest monument                                               |
| Casa                                                                     | Inv.  | Segle XV               | La Canorga Rue de la Ville                                                                             | 44° 25′ 57″ N, 3° 12′ 54″ E / 44.4326°N,3.2149°E     | PA00103808 | Casa · Vegeu més fotos d'aquest monument · Carregueu una nova foto d'aquest monument                                                                     |
| Església de la Capelle                                                   | Cat.  | Segles XII-XIII        | La Canorga                                                                                             | 44° 23′ 26″ N, 3° 18′ 19″ E / 44.390479°N,3.305174°E | PA00103807 | Església de la Capelle · Vegeu més fotos d'aquest monument · Carregueu una nova foto d'aquest monument                                                   |
| Església                                                                 | Cat.  | Segles XII-XVII        | La Canorga                                                                                             | 44° 25′ 59″ N, 3° 12′ 57″ E / 44.433048°N,3.215706°E | PA00103806 | Església · Vegeu més fotos d'aquest monument · Carregueu una nova foto d'aquest monument                                                                 |
| Dolmen de Chardonnet                                                     | Cat.  | Neolític               | La Canorga les Cailloux                                                                                | 44° 27′ 05″ N, 3° 15′ 37″ E / 44.45147°N,3.26037°E   | PA00103805 | Dolmen de Chardonnet · Vegeu més fotos d'aquest monument · Carregueu una nova foto d'aquest monument                                                     |
| Castell de Montjèzieu                                                    | Inv.  | Segle XVI              | La Canorga                                                                                             | 44° 28′ 55″ N, 3° 12′ 23″ E / 44.48194°N,3.20639°E   | PA00103804 | Castell de Montjèzieu · Vegeu més fotos d'aquest monument · Carregueu una nova foto d'aquest monument                                                    |
| Capella Saint-Frézal                                                     | Inv.  | Segles XIII-XVI        | La Canorga                                                                                             | 44° 25′ 45″ N, 3° 13′ 35″ E / 44.429164°N,3.226472°E | PA00103803 | Capella Saint-Frézal · Vegeu més fotos d'aquest monument · Carregueu una nova foto d'aquest monument                                                     |
| Casal Le Castell                                                         | Inv.  | Segle XVI              | Lo Chambon del Chastèl                                                                                 | 44° 51′ 13″ N, 3° 39′ 34″ E / 44.85362°N,3.65953°E   | PA00103810 | Carregueu una nova foto d'aquest monument |
| Castell del Fort                                                         | Inv.  | Segles XIV-XVII        | Lo Chambon del Chastèl                                                                                 | 44° 52′ 30″ N, 3° 39′ 12″ E / 44.874967°N,3.653303°E | PA00103809 | Castell del Fort · Vegeu més fotos d'aquest monument · Carregueu una nova foto d'aquest monument                                                         |
| Castell de Chanac                                                        | Inv.  | Segle XII              | Chanac                                                                                                 | 44° 27′ 58″ N, 3° 20′ 50″ E / 44.46611°N,3.34722°E   | PA00125498 | Castell de Chanac · Vegeu més fotos d'aquest monument · Carregueu una nova foto d'aquest monument                                                        |
| Conjunt fortificat del Villard                                           | Inv.  | Segles XII-XVI         | Chanac                                                                                                 | 44° 28′ 53″ N, 3° 17′ 54″ E / 44.481504°N,3.298302°E | PA00103812 | Conjunt fortificat del Villard · Carregueu una nova foto d'aquest monument                                                                               |
| Castell de Ressouches                                                    | Inv.  | Segle XVI              | Chanac                                                                                                 | 44° 28′ 46″ N, 3° 19′ 01″ E / 44.479444°N,3.316944°E | PA00103811 | Castell de Ressouches · Vegeu més fotos d'aquest monument · Carregueu una nova foto d'aquest monument                                                    |
| Església                                                                 | Cat.  | Segles XII-XVI         | Chassaradès                                                                                            | 44° 33′ 05″ N, 3° 49′ 30″ E / 44.551404°N,3.824878°E | PA00103813 | Església · Carregueu una nova foto d'aquest monument |
| Església                                                                 | Inv.  | Segles XII-XV          | Chastanhièr                                                                                            | 44° 43′ 31″ N, 3° 45′ 16″ E / 44.725359°N,3.754551°E | PA00103814 | Carregueu una nova foto d'aquest monument |
| Església                                                                 | Cat.  | Segles XII-XIV         | Chairac                                                                                                | 44° 31′ 23″ N, 3° 15′ 57″ E / 44.523051°N,3.265783°E | PA00103816 | Església · Vegeu més fotos d'aquest monument · Carregueu una nova foto d'aquest monument                                                                 |
| Monument commemoratiu de Duguesclin                                      | Cat.  | Segle xix              | Chastèlnòu de Randon l'Habitarelle                                                                     | 44° 38′ 01″ N, 3° 40′ 33″ E / 44.633723°N,3.675812°E | PA00103815 | Monument commemoratiu de Duguesclin · Vegeu més fotos d'aquest monument · Carregueu una nova foto d'aquest monument                                      |
| Temple                                                                   | Inv.  | Segle XVII             | Lo Colet de Dèsa                                                                                       | 44° 14′ 42″ N, 3° 55′ 15″ E / 44.245105°N,3.920875°E | PA00103818 | Temple · Vegeu més fotos d'aquest monument · Carregueu una nova foto d'aquest monument                                                                   |
| Tram de via romana                                                       | Inv.  | Antiguitat; gal·loromà | Lo Colet de Dèsa le Costenas; Lou Castelas                                                             | 44° 17′ 30″ N, 3° 56′ 09″ E / 44.291787°N,3.935729°E | PA00103817 | Tram de via romana · Carregueu una nova foto d'aquest monument                                                                                           |
| Hisenda del castell de Combettes                                         | Inv.  | Segles XVI-XVII        | Estaples                                                                                               | 44° 41′ 44″ N, 3° 29′ 06″ E / 44.695665°N,3.484898°E | PA48000010 | Carregueu una nova foto d'aquest monument |
| Palau Maison de la Congrégation de la Présentation de Bourg Saint-Andéol | Cat.  | Segles XVI-XVII        | Florac 5 rue de l'Eglise                                                                               | 44° 19′ 27″ N, 3° 35′ 35″ E / 44.32417°N,3.59306°E   | PA00103819 | Palau Maison de la Congrégation de la Présentation de Bourg Saint-Andéol · Vegeu més fotos d'aquest monument · Carregueu una nova foto d'aquest monument |
| Església parroquial                                                      | Inv.  | Segle XII              | Fontans                                                                                                | 44° 44′ 28″ N, 3° 21′ 09″ E / 44.74116°N,3.35253°E   | PA00103820 | Església parroquial · Vegeu més fotos d'aquest monument · Carregueu una nova foto d'aquest monument                                                      |
| Castell                                                                  | Inv.  | Segles XVI-XVII        | Fornèls                                                                                                | 44° 49′ 07″ N, 3° 07′ 22″ E / 44.818613°N,3.122756°E | PA00103821 | Castell · Carregueu una nova foto d'aquest monument |
| Conjunt d'arquitectura rural                                             | Inv.  | Segles XV-XIX          | Fraissinet de Losera                                                                                   | 44° 22′ 28″ N, 3° 42′ 05″ E / 44.374384°N,3.701271°E | PA00103822 | Carregueu una nova foto d'aquest monument |
| Domaine de Cougoussac                                                    | Inv.  | Segles XIV-XVII        | Gabriaç                                                                                                | 44° 34′ 06″ N, 3° 22′ 48″ E / 44.56833°N,3.38°E      | PA00103823 | Carregueu una nova foto d'aquest monument |
| Església                                                                 | Cat.  | Segles XII-XV          | Grandrieu                                                                                              | 44° 47′ 11″ N, 3° 38′ 01″ E / 44.786395°N,3.633623°E | PA00103824 | Església · Vegeu més fotos d'aquest monument · Carregueu una nova foto d'aquest monument                                                                 |
| Església parroquial Saint-Frézal                                         | Inv.  |                        | Grèsas                                                                                                 | 44° 30′ 44″ N, 3° 20′ 10″ E / 44.512325°N,3.336244°E | PA48000009 | Església parroquial Saint-Frézal · Vegeu més fotos d'aquest monument · Carregueu una nova foto d'aquest monument                                         |
| Creu de pedra del Buffre                                                 | Inv.  | Segle XII              | Ura e la Parada                                                                                        | 44° 16′ 36″ N, 3° 24′ 50″ E / 44.276804°N,3.413921°E | PA00132966 | Creu de pedra del Buffre · Vegeu més fotos d'aquest monument · Carregueu una nova foto d'aquest monument                                                 |
| Monestir de les Ursulines                                                | Inv.  | Segle XV               | Espanhac                                                                                               | 44° 22′ 13″ N, 3° 32′ 13″ E / 44.3704°N,3.5369°E     | PA00103826 | Monestir de les Ursulines · Vegeu més fotos d'aquest monument · Carregueu una nova foto d'aquest monument                                                |
| Església                                                                 | Cat.  | Segles XII-XV          | Espanhac                                                                                               | 44° 22′ 12″ N, 3° 32′ 06″ E / 44.370015°N,3.535095°E | PA00103825 | Església · Vegeu més fotos d'aquest monument · Carregueu una nova foto d'aquest monument                                                                 |
| Ciutat antiga                                                            | Inv.  | Antiguitat; gal·loromà | Jàvols                                                                                                 | 44° 41′ 42″ N, 3° 20′ 36″ E / 44.695082°N,3.343438°E | PA00103827 | Ciutat antiga · Vegeu més fotos d'aquest monument · Carregueu una nova foto d'aquest monument                                                            |
| Antiga filatura des Calquières                                           | Inv.  |                        | Langònha 23 rue des Calquières                                                                         | 44° 43′ 31″ N, 3° 51′ 21″ E / 44.725211°N,3.855726°E | PA00132615 | Antiga filatura des Calquières · Vegeu més fotos d'aquest monument · Carregueu una nova foto d'aquest monument                                           |
| Llotja                                                                   | Inv.  |                        | Langònha                                                                                               | 44° 43′ 35″ N, 3° 51′ 17″ E / 44.726392°N,3.854825°E | PA00103829 | Llotja · Vegeu més fotos d'aquest monument · Carregueu una nova foto d'aquest monument                                                                   |
| Església Saint-Gervais-Saint-Protais                                     | Cat.  | Segles XII-XIV         | Langònha                                                                                               | 44° 43′ 38″ N, 3° 51′ 19″ E / 44.72722°N,3.85528°E   | PA00103828 | Església Saint-Gervais-Saint-Protais · Vegeu més fotos d'aquest monument · Carregueu una nova foto d'aquest monument                                     |
| Monument dit Le Tombeau romain                                           | Cat.  | Segle III; gal·loromà  | Lanuèjols                                                                                              | 44° 30′ 00″ N, 3° 34′ 23″ E / 44.5°N,3.57306°E       | PA00103833 | Monument dit Le Tombeau romain · Vegeu més fotos d'aquest monument · Carregueu una nova foto d'aquest monument                                           |
| Església                                                                 | Cat.  | Segles XII-XIV         | Lanuèjols                                                                                              | 44° 30′ 02″ N, 3° 34′ 25″ E / 44.500676°N,3.573577°E | PA00103832 | Església · Vegeu més fotos d'aquest monument · Carregueu una nova foto d'aquest monument                                                                 |
| Castell du Boy                                                           | Inv.  | Segles XIV-XV          | Lanuèjols                                                                                              | 44° 29′ 31″ N, 3° 33′ 43″ E / 44.49194°N,3.56194°E   | PA00103831 | Castell du Boy · Vegeu més fotos d'aquest monument · Carregueu una nova foto d'aquest monument                                                           |
| Creu de pedra                                                            | Inv.  | Segle XVI              | Lanuèjols                                                                                              | 44° 30′ 04″ N, 3° 35′ 49″ E / 44.501085°N,3.597078°E | PA00103830 | Creu de pedra · Vegeu més fotos d'aquest monument · Carregueu una nova foto d'aquest monument                                                            |
| Masia del veïnat de la Chaze                                             | Inv.  | Segle XVI              | Las Làubias                                                                                            | 44° 41′ 50″ N, 3° 28′ 09″ E / 44.697152°N,3.469153°E | PA00103834 | Carregueu una nova foto d'aquest monument |
| Església                                                                 | Inv.  | Segle XII              | La Val Atgièr                                                                                          | 44° 48′ 23″ N, 3° 41′ 05″ E / 44.80645°N,3.68479°E   | PA00103836 | Església · Modifica el valor a Wikidata · Carregueu una nova foto d'aquest monument                                                                      |
| Creu de pedra                                                            | Inv.  | Segle XVI              | La Val Atgièr                                                                                          | 44° 48′ 23″ N, 3° 41′ 05″ E / 44.80628°N,3.68478°E   | PA00103835 | Carregueu una nova foto d'aquest monument |
| Domaine de Grandlac                                                      | Inv.  | Segle XV               | La Val de Tarn                                                                                         | 44° 24′ 22″ N, 3° 19′ 40″ E / 44.406186°N,3.327731°E | PA48000005 | Domaine de Grandlac · Vegeu més fotos d'aquest monument · Carregueu una nova foto d'aquest monument                                                      |
| Conjunt megalític de l'Àrea dels Trois-Seigneurs                         | Inv.  |                        | La Val de Tarn i Santa Enimia                                                                          | 44° 24′ 43″ N, 3° 23′ 13″ E / 44.412°N,3.387°E       | PA00103940 | Conjunt megalític de l'Àrea dels Trois-Seigneurs · Vegeu més fotos d'aquest monument · Carregueu una nova foto d'aquest monument                         |
| Castell de la Caze                                                       | Inv.  | Segle XIV              | La Val de Tarn                                                                                         | 44° 20′ 07″ N, 3° 21′ 33″ E / 44.33528°N,3.35917°E   | PA00103837 | Castell de la Caze · Vegeu més fotos d'aquest monument · Carregueu una nova foto d'aquest monument                                                       |
| Església                                                                 | Inv.  | Segle XII              | Luc | 44° 38′ 52″ N, 3° 53′ 29″ E / 44.647685°N,3.891461°E | PA00103839 | Església · Vegeu més fotos d'aquest monument · Carregueu una nova foto d'aquest monument                                                                 |
| Ruïnes del castell                                                       | Inv.  | Segle X                | Luc | 44° 39′ 09″ N, 3° 53′ 21″ E / 44.6525°N,3.88917°E    | PA00103838 | Ruïnes del castell · Vegeu més fotos d'aquest monument · Carregueu una nova foto d'aquest monument                                                       |
| Edifici                                                                  | Inv.  | Segle XVII             | Lo Malasiu rue Florit                                                                                  | 44° 51′ 21″ N, 3° 19′ 51″ E / 44.855831°N,3.330762°E | PA00103841 | Carregueu una nova foto d'aquest monument |
| Casa                                                                     | Inv.  | Segle XVII             | Lo Malasiu place du Marché                                                                             | 44° 51′ 21″ N, 3° 19′ 52″ E / 44.855911°N,3.331186°E | PA00103843 | Casa · Carregueu una nova foto d'aquest monument |
| Edifici                                                                  | Inv.  | Segle XVII             | Lo Malasiu place du Marché; rue Florit                                                                 | 44° 51′ 22″ N, 3° 19′ 53″ E / 44.856029°N,3.331456°E | PA00103842 | Edifici · Carregueu una nova foto d'aquest monument |
| Muralles                                                                 | Inv.  | Segle XV               | Lo Malasiu                                                                                             | 44° 51′ 20″ N, 3° 19′ 55″ E / 44.855629°N,3.332025°E | PA00103848 | Muralles · Vegeu més fotos d'aquest monument · Carregueu una nova foto d'aquest monument                                                                 |
| Porta de vila                                                            | Inv.  | Segle XIV              | Lo Malasiu                                                                                             | 44° 51′ 22″ N, 3° 19′ 55″ E / 44.855989°N,3.331832°E | PA00103847 | Porta de vila · Vegeu més fotos d'aquest monument · Carregueu una nova foto d'aquest monument                                                            |
| Porta de vila                                                            | Inv.  | Segle XVII             | Lo Malasiu                                                                                             | 44° 51′ 21″ N, 3° 19′ 49″ E / 44.855928°N,3.330225°E | PA00103846 | Carregueu una nova foto d'aquest monument |
| Antic convent de les Ursulines                                           | Inv.  | Segles XV-XVI          | Lo Malasiu                                                                                             | 44° 51′ 22″ N, 3° 19′ 49″ E / 44.856091°N,3.330384°E | PA00103845 | Antic convent de les Ursulines · Vegeu més fotos d'aquest monument · Carregueu una nova foto d'aquest monument                                           |
| Maison Lestang                                                           | Inv.  | Segle XVII             | Lo Malasiu                                                                                             | 44° 51′ 22″ N, 3° 19′ 54″ E / 44.856167°N,3.331548°E | PA00103844 | Maison Lestang · Vegeu més fotos d'aquest monument · Carregueu una nova foto d'aquest monument                                                           |
| Església                                                                 | Cat.  | Segle XII              | La Malena                                                                                              | 44° 18′ 05″ N, 3° 19′ 10″ E / 44.301418°N,3.319435°E | PA00103840 | Església · Vegeu més fotos d'aquest monument · Carregueu una nova foto d'aquest monument                                                                 |
| Hôtel de Rouvière o maison Dides                                         | Cat.  | Segle XVII             | Maruèjols 9 rue Jules-Daudé                                                                            | 44° 33′ 11″ N, 3° 17′ 28″ E / 44.553166°N,3.291213°E | PA48000011 | Hôtel de Rouvière o maison Dides · Vegeu més fotos d'aquest monument · Carregueu una nova foto d'aquest monument                                         |
| Edifici                                                                  | Inv.  | Segle XVI              | Maruèjols 9 rue Théodore-Jean                                                                          | 44° 33′ 07″ N, 3° 17′ 25″ E / 44.551969°N,3.290349°E | PA00103851 | Edifici · Vegeu més fotos d'aquest monument · Carregueu una nova foto d'aquest monument                                                                  |
| Domaine de Saint-Lambert                                                 | Inv.  | Segle XVIII            | Maruèjols                                                                                              | 44° 32′ 52″ N, 3° 17′ 21″ E / 44.547657°N,3.289075°E | PA48000014 | Domaine de Saint-Lambert · Vegeu més fotos d'aquest monument · Carregueu una nova foto d'aquest monument                                                 |
| Zona megalítica del pla de Poujoulet                                     | Inv.  | Préhistoire            | Maruèjols i Montrodat                                                                                  | 44° 33′ 41″ N, 3° 18′ 21″ E / 44.561522°N,3.305785°E | PA00103937 | Zona megalítica del pla de Poujoulet · Vegeu més fotos d'aquest monument · Carregueu una nova foto d'aquest monument                                     |
| Porta du Thérond                                                         | Inv.  | Segle XIV              | Maruèjols                                                                                              | 44° 33′ 07″ N, 3° 17′ 29″ E / 44.551815°N,3.291512°E | PA00103854 | Porta du Thérond · Vegeu més fotos d'aquest monument · Carregueu una nova foto d'aquest monument                                                         |
| Porta de Soubeyran                                                       | Inv.  | Segle XIV              | Maruèjols                                                                                              | 44° 33′ 16″ N, 3° 17′ 26″ E / 44.554444°N,3.290556°E | PA00103853 | Porta de Soubeyran · Vegeu més fotos d'aquest monument · Carregueu una nova foto d'aquest monument                                                       |
| Porta de Chanelles                                                       | Inv.  | Segle XIV              | Maruèjols                                                                                              | 44° 33′ 06″ N, 3° 17′ 23″ E / 44.551667°N,3.289722°E | PA00103852 | Porta de Chanelles · Vegeu més fotos d'aquest monument · Carregueu una nova foto d'aquest monument                                                       |
| Església parroquial Notre-Dame-de-la-Carce                               | Inv.  | Segles XVII-XIX        | Maruèjols                                                                                              | 44° 33′ 13″ N, 3° 17′ 17″ E / 44.553694°N,3.288167°E | PA00103850 | Església parroquial Notre-Dame-de-la-Carce · Vegeu més fotos d'aquest monument · Carregueu una nova foto d'aquest monument                               |
| Dolmen                                                                   | Cat.  |                        | Maruèjols                                                                                              | 44° 33′ 41″ N, 3° 18′ 21″ E / 44.5615°N,3.3058°E     | PA00103849 | Carregueu una nova foto d'aquest monument |
| Dolmen du Buisson                                                        | Cat.  |                        | Sench Èli Lou Buisson                                                                                  | 44° 19′ 50″ N, 3° 25′ 36″ E / 44.330629°N,3.426608°E | PA00103855 | Dolmen du Buisson · Vegeu més fotos d'aquest monument · Carregueu una nova foto d'aquest monument                                                        |
| Campanar de tempesta de Servies                                          | Inv.  | Segle xix              | Mas d'Aussièira                                                                                        | 44° 27′ 45″ N, 3° 41′ 26″ E / 44.462417°N,3.690679°E | PA00103943 | Campanar de tempesta de Servies · Vegeu més fotos d'aquest monument · Carregueu una nova foto d'aquest monument                                          |
| Masia del Massegros                                                      | Inv.  | Segle XVII             | Lo Mas Sagran                                                                                          | 44° 18′ 34″ N, 3° 10′ 29″ E / 44.309334°N,3.174807°E | PA48000001 | Carregueu una nova foto d'aquest monument |
| Font d'Aigues-Passes                                                     | Inv.  | Segle xix              | Mende rue d'Aigues-Passes; boulevard Théophile-Roussel                                                 | 44° 31′ 04″ N, 3° 29′ 49″ E / 44.51778°N,3.496997°E  | PA00103862 | Font d'Aigues-Passes · Carregueu una nova foto d'aquest monument                                                                                         |
| Ajuntament                                                               | Inv.  | Segle XVIII            | Mende place d'Augirau                                                                                  | 44° 31′ 04″ N, 3° 30′ 06″ E / 44.51775°N,3.501556°E  | PA00103864 | Ajuntament · Vegeu més fotos d'aquest monument · Carregueu una nova foto d'aquest monument                                                               |
| Safareig de la Caldière amb les seves voltes                             | Inv.  | Segle XVIII            | Mende 1 rue d'Augirau                                                                                  | 44° 31′ 05″ N, 3° 30′ 02″ E / 44.517931°N,3.500433°E | PA00103866 | Safareig de la Caldière amb les seves voltes · Vegeu més fotos d'aquest monument · Carregueu una nova foto d'aquest monument                             |
| Edifici                                                                  | Inv.  |                        | Mende 25 rue Basse                                                                                     | 44° 31′ 05″ N, 3° 30′ 01″ E / 44.518101°N,3.500197°E | PA00103865 | Edifici · Carregueu una nova foto d'aquest monument |
| Casa                                                                     | Inv.  | Segle XVIII            | Mende 5 rue Basse                                                                                      | 44° 31′ 07″ N, 3° 29′ 58″ E / 44.518576°N,3.499467°E | PA00103867 | Casa · Carregueu una nova foto d'aquest monument |
| Casa                                                                     | Inv.  | Segle XVIII            | Mende 6 place au Blé                                                                                   | 44° 31′ 03″ N, 3° 30′ 01″ E / 44.517518°N,3.500186°E | PA00103868 | Casa · Carregueu una nova foto d'aquest monument |
| Creu de pedra                                                            | Inv.  | Segle XVI              | Mende place du Chastel                                                                                 | 44° 31′ 11″ N, 3° 29′ 50″ E / 44.519773°N,3.49722°E  | PA00103861 | Creu de pedra · Vegeu més fotos d'aquest monument · Carregueu una nova foto d'aquest monument                                                            |
| Antic col·legi dels Doctrinaires                                         | Inv.  | Segle XV               | Mende rue du Collège                                                                                   | 44° 31′ 08″ N, 3° 29′ 55″ E / 44.519°N,3.498722°E    | PA00103857 | Antic col·legi dels Doctrinaires · Carregueu una nova foto d'aquest monument                                                                             |
| Creu de pedra                                                            | Inv.  | Segle XVI              | Mende rue du Collège; à l'angle de la rue Chastel                                                      | 44° 31′ 08″ N, 3° 29′ 52″ E / 44.518951°N,3.49774°E  | PA00103859 | Creu de pedra · Vegeu més fotos d'aquest monument · Carregueu una nova foto d'aquest monument                                                            |
| Fàbrica elèctrica                                                        | Inv.  | Segle XVII             | Mende 3 rue de l'Epine                                                                                 | 44° 31′ 06″ N, 3° 29′ 57″ E / 44.5183°N,3.499199°E   | PA00103882 | Fàbrica elèctrica · Vegeu més fotos d'aquest monument · Carregueu una nova foto d'aquest monument                                                        |
| Nínxol de pedra i fusteria                                               | Inv.  |                        | Mende 6 rue du Fournet                                                                                 | 44° 31′ 03″ N, 3° 29′ 59″ E / 44.5174°N,3.4998°E     | PA00103875 | Carregueu una nova foto d'aquest monument |
| Casa                                                                     | Inv.  | Segle XVII             | Mende 1 rue du Fournet                                                                                 | 44° 31′ 01″ N, 3° 29′ 59″ E / 44.516988°N,3.499618°E | PA00103869 | Casa · Carregueu una nova foto d'aquest monument |
| Casa                                                                     | Inv.  | Segle XIV              | Mende rue du Fournet; cantonada rue Saint-Dominique                                                    | 44° 31′ 02″ N, 3° 29′ 59″ E / 44.517113°N,3.499644°E | PA00103870 | Casa · Carregueu una nova foto d'aquest monument |
| Nínxol amb estàtua i fanal d'oli                                         | Inv.  |                        | Mende rue Fournet; cantonada rue Saint-Privat                                                          | 44° 31′ 02″ N, 3° 29′ 59″ E / 44.517149°N,3.499647°E | PA00103876 | Nínxol amb estàtua i fanal d'oli · Vegeu més fotos d'aquest monument · Carregueu una nova foto d'aquest monument                                         |
| Casa                                                                     | Inv.  | Segle XVIII            | Mende 10 rue de la Jarretière                                                                          | 44° 31′ 03″ N, 3° 30′ 00″ E / 44.517409°N,3.499918°E | PA00103871 | Casa · Carregueu una nova foto d'aquest monument |
| Antic convent de les Ursulines                                           | Inv.  | Segle XVII             | Mende 13 rue de la Jarretière                                                                          | 44° 31′ 03″ N, 3° 29′ 59″ E / 44.51747°N,3.499824°E  | PA00103858 | Antic convent de les Ursulines · Vegeu més fotos d'aquest monument · Carregueu una nova foto d'aquest monument                                           |
| Antic teatre, actualment cinema le Trianon                               | Inv.  | Segle xix              | Mende 5bis boulevard Lucien-Arnault                                                                    | 44° 31′ 09″ N, 3° 30′ 00″ E / 44.519194°N,3.499889°E | PA00103880 | Antic teatre, actualment cinema le Trianon · Vegeu més fotos d'aquest monument · Carregueu una nova foto d'aquest monument                               |
| Edifici dit antiga sinagoga                                              | Inv.  | moyen âge              | Mende 17 rue Notre-Dame                                                                                | 44° 31′ 06″ N, 3° 29′ 53″ E / 44.518352°N,3.497963°E | PA48000002 | Edifici dit antiga sinagoga · Vegeu més fotos d'aquest monument · Carregueu una nova foto d'aquest monument                                              |
| Prefectura                                                               | Inv.  | Segle XVIII            | Mende rue de la Rovère                                                                                 | 44° 31′ 04″ N, 3° 29′ 53″ E / 44.51775°N,3.498056°E  | PA00103878 | Prefectura · Vegeu més fotos d'aquest monument · Carregueu una nova foto d'aquest monument                                                               |
| Font de Soubeyran                                                        | Inv.  | Segle XIV              | Mende place de Soubeyran                                                                               | 44° 31′ 00″ N, 3° 29′ 57″ E / 44.5166°N,3.4991°E     | PA00103863 | Font de Soubeyran · Vegeu més fotos d'aquest monument · Carregueu una nova foto d'aquest monument                                                        |
| Casa                                                                     | Inv.  | Segle XVII             | Mende 2 rue Soubeyran                                                                                  | 44° 30′ 59″ N, 3° 29′ 57″ E / 44.5165°N,3.4992°E     | PA00103873 | Carregueu una nova foto d'aquest monument |
| Casa                                                                     | Inv.  | Segle XVII             | Mende rue Soubeyran                                                                                    | 44° 31′ 01″ N, 3° 29′ 57″ E / 44.51694°N,3.49919°E   | PA00103872 | Carregueu una nova foto d'aquest monument |
| Creu de Sirvens                                                          | Inv.  | Segle XVII             | Mende carretera a Badaroux, camí des Boués                                                             | 44° 31′ 49″ N, 3° 31′ 33″ E / 44.530374°N,3.525769°E | PA00103860 | Carregueu una nova foto d'aquest monument |
| Antigues muralles                                                        | Inv.  | Segle XVI              | Mende boulevard Théophile-Roussel                                                                      | 44° 31′ 10″ N, 3° 29′ 51″ E / 44.5195°N,3.4976°E     | PA00103879 | Antigues muralles · Carregueu una nova foto d'aquest monument                                                                                            |
| Casa                                                                     | Inv.  | Segle XIII             | Mende 9 rue Théophile-Roussel                                                                          | 44° 31′ 04″ N, 3° 29′ 53″ E / 44.5178°N,3.4981°E     | PA00103874 | Carregueu una nova foto d'aquest monument |
| Casa forta de Bahours                                                    | Inv.  |                        | Mende                                                                                                  | 44° 32′ 22″ N, 3° 26′ 50″ E / 44.539414°N,3.447266°E | PA00135397 | Casa forta de Bahours · Carregueu una nova foto d'aquest monument                                                                                        |
| Torre des Pénitents                                                      | Cat.  |                        | Mende                                                                                                  | 44° 31′ 03″ N, 3° 30′ 02″ E / 44.517489°N,3.500677°E | PA00103881 | Torre des Pénitents · Vegeu més fotos d'aquest monument · Carregueu una nova foto d'aquest monument                                                      |
| Pont Notre-Dame                                                          | Cat.  | Segle XII              | Mende                                                                                                  | 44° 31′ 18″ N, 3° 29′ 51″ E / 44.521667°N,3.4975°E   | PA00103877 | Pont Notre-Dame · Vegeu més fotos d'aquest monument · Carregueu una nova foto d'aquest monument                                                          |
| Catedral Notre-Dame et Saint-Privat                                      | Cat.  | Segles XIV-XVII        | Mende                                                                                                  | 44° 31′ 02″ N, 3° 29′ 52″ E / 44.51734°N,3.4979°E    | PA00103856 | Catedral Notre-Dame et Saint-Privat · Vegeu més fotos d'aquest monument · Carregueu una nova foto d'aquest monument                                      |
| Casa                                                                     | Inv.  | Segle XVI              | Maruèis rue de la Ville                                                                                | 44° 10′ 42″ N, 3° 25′ 42″ E / 44.178336°N,3.428381°E | PA00103883 | Casa · Vegeu més fotos d'aquest monument · Carregueu una nova foto d'aquest monument                                                                     |
| Temple protestant                                                        | Inv.  |                        | Maruèis                                                                                                | 44° 10′ 43″ N, 3° 25′ 52″ E / 44.178676°N,3.431227°E | PA48000013 | Temple protestant · Vegeu més fotos d'aquest monument · Carregueu una nova foto d'aquest monument                                                        |
| Antiga església de Notre-Dame-de-Val-Francesque                          | Cat.  | Segle XII              | Moissac de Valfrancesca                                                                                | 44° 09′ 56″ N, 3° 46′ 06″ E / 44.16556°N,3.76833°E   | PA00103884 | Antiga església de Notre-Dame-de-Val-Francesque · Vegeu més fotos d'aquest monument · Carregueu una nova foto d'aquest monument                          |
| Església Saint-Sauveur-de-Chirac                                         | Cat.  | Segle XIV              | Lo Monastièr                                                                                           | 44° 31′ 01″ N, 3° 15′ 21″ E / 44.51694°N,3.25583°E   | PA00103886 | Església Saint-Sauveur-de-Chirac · Vegeu més fotos d'aquest monument · Carregueu una nova foto d'aquest monument                                         |
| Església parroquial du Pin                                               | Inv.  |                        | Lo Monastièr                                                                                           | 44° 30′ 26″ N, 3° 13′ 24″ E / 44.507352°N,3.223447°E | PA00103885 | Església parroquial du Pin · Vegeu més fotos d'aquest monument · Carregueu una nova foto d'aquest monument                                               |
| Església                                                                 | Cat.  | Segles XII-XIII        | Las Binals                                                                                             | 44° 39′ 44″ N, 3° 02′ 47″ E / 44.662354°N,3.046517°E | PA00103887 | Església · Vegeu més fotos d'aquest monument · Carregueu una nova foto d'aquest monument                                                                 |
| Antic castell abadal                                                     | Inv.  | Segles XVI-XVII        | Naussac                                                                                                | 44° 43′ 44″ N, 3° 50′ 18″ E / 44.72897°N,3.838201°E  | PA00103888 | Carregueu una nova foto d'aquest monument |
| Església de la Rouvière                                                  | Cat.  | Segle XII              | Pelosa                                                                                                 | 44° 32′ 40″ N, 3° 35′ 20″ E / 44.544337°N,3.588817°E | PA00103891 | Església de la Rouvière · Vegeu més fotos d'aquest monument · Carregueu una nova foto d'aquest monument                                                  |
| Dolmen de la Rouvière                                                    | Cat.  | Neolític               | Pelosa                                                                                                 | 44° 32′ 18″ N, 3° 34′ 49″ E / 44.538451°N,3.580298°E | PA00103890 | Carregueu una nova foto d'aquest monument |
| Creu de pedra                                                            | Inv.  |                        | Pelosa                                                                                                 | 44° 34′ 00″ N, 3° 37′ 00″ E / 44.5666°N,3.6167°E     | PA00103889 | Carregueu una nova foto d'aquest monument |
| Capella de la Madeleine                                                  | Inv.  | Segle XVI              | Planchamp                                                                                              | 44° 28′ 46″ N, 3° 59′ 13″ E / 44.479338°N,3.987077°E | PA00103893 | Capella de la Madeleine · Vegeu més fotos d'aquest monument · Carregueu una nova foto d'aquest monument                                                  |
| Capella des Beaumes                                                      | Inv.  | Segle XIII             | Planchamp                                                                                              | 44° 31′ 18″ N, 3° 58′ 37″ E / 44.52154°N,3.976965°E  | PA00103892 | Carregueu una nova foto d'aquest monument |
| Antiga església Saint-Flour                                              | Cat.  | Segles XII-XV          | Lo Pompidor                                                                                            | 44° 12′ 07″ N, 3° 39′ 13″ E / 44.20196°N,3.65367°E   | PA00103894 | Carregueu una nova foto d'aquest monument |
| Pont de Montvèrd                                                         | Inv.  | Segle XVII             | Lo Pònt de Montvèrd                                                                                    | 44° 21′ 47″ N, 3° 44′ 36″ E / 44.363125°N,3.743441°E | PA00103896 | Pont de Montvèrd · Vegeu més fotos d'aquest monument · Carregueu una nova foto d'aquest monument                                                         |
| Castell de Grisac                                                        | Inv.  | Segles XIII-XIV        | Lo Pònt de Montvèrd                                                                                    | 44° 20′ 30″ N, 3° 41′ 51″ E / 44.34167°N,3.6975°E    | PA00103895 | Castell de Grisac · Vegeu més fotos d'aquest monument · Carregueu una nova foto d'aquest monument                                                        |
| Edifici dit Castell de Castanet                                          | Inv.  | Segle XVI              | Porchareças Lou Chastel                                                                                | 44° 27′ 01″ N, 3° 53′ 54″ E / 44.45028°N,3.89833°E   | PA00103897 | Edifici dit Castell de Castanet · Vegeu més fotos d'aquest monument · Carregueu una nova foto d'aquest monument                                          |
| Castell de la Baume                                                      | Inv.  | Segle XVII             | Prensuèjols                                                                                            | 44° 38′ 58″ N, 3° 11′ 37″ E / 44.64944°N,3.19361°E   | PA00103904 | Castell de la Baume · Vegeu més fotos d'aquest monument · Carregueu una nova foto d'aquest monument                                                      |
| Antic castell d'Apcher                                                   | Cat.  | Segles XI-XII          | Prunièiras                                                                                             | 44° 48′ 59″ N, 3° 19′ 20″ E / 44.81639°N,3.32222°E   | PA00103906 | Antic castell d'Apcher · Vegeu més fotos d'aquest monument · Carregueu una nova foto d'aquest monument                                                   |
| Església                                                                 | Cat.  | Segle XII              | Prunièiras                                                                                             | 44° 49′ 36″ N, 3° 20′ 35″ E / 44.826721°N,3.343068°E | PA00103905 | Església · Vegeu més fotos d'aquest monument · Carregueu una nova foto d'aquest monument                                                                 |
| Antic priorat                                                            | Inv.  | Segles XIV-XV          | Prevenchièiras                                                                                         | 44° 31′ 18″ N, 3° 54′ 33″ E / 44.5216°N,3.9093°E     | PA00103903 | Carregueu una nova foto d'aquest monument |
| Casa                                                                     | Inv.  | Segle XVI              | Prevenchièiras                                                                                         | 44° 31′ 15″ N, 3° 54′ 35″ E / 44.5209°N,3.9098°E     | PA00103902 | Casa · Carregueu una nova foto d'aquest monument |
| Església de la Garde-Guérin                                              | Cat.  | Segle XII              | Prevenchièiras                                                                                         | 44° 28′ 40″ N, 3° 56′ 08″ E / 44.477778°N,3.935556°E | PA00103901 | Església de la Garde-Guérin · Vegeu més fotos d'aquest monument · Carregueu una nova foto d'aquest monument                                              |
| Església                                                                 | Cat.  | Segle XII              | Prevenchièiras                                                                                         | 44° 31′ 17″ N, 3° 54′ 34″ E / 44.521389°N,3.909444°E | PA00103900 | Església · Vegeu més fotos d'aquest monument · Carregueu una nova foto d'aquest monument                                                                 |
| Castell du Roure                                                         | Cat.  | Segles XI-XV           | Prevenchièiras                                                                                         | 44° 29′ 44″ N, 3° 56′ 48″ E / 44.495656°N,3.946704°E | PA00103899 | Castell du Roure · Vegeu més fotos d'aquest monument · Carregueu una nova foto d'aquest monument                                                         |
| Castell de la Garde-Guérin                                               | Cat.  | Segle XIII             | Prevenchièiras                                                                                         | 44° 28′ 41″ N, 3° 56′ 05″ E / 44.478132°N,3.934838°E | PA00103898 | Castell de la Garde-Guérin · Vegeu més fotos d'aquest monument · Carregueu una nova foto d'aquest monument                                               |
| Pont                                                                     | Cat.  | Segles XIV-XV          | Quesac                                                                                                 | 44° 22′ 26″ N, 3° 31′ 32″ E / 44.373889°N,3.525556°E | PA00103908 | Pont · Vegeu més fotos d'aquest monument · Carregueu una nova foto d'aquest monument                                                                     |
| Església                                                                 | Cat.  | Segle XIV              | Quesac                                                                                                 | 44° 22′ 08″ N, 3° 31′ 28″ E / 44.36889°N,3.52444°E   | PA00103907 | Església · Vegeu més fotos d'aquest monument · Carregueu una nova foto d'aquest monument                                                                 |
| Domaine de Combettes                                                     | Inv.  | Segles XVIII-XIX       | Ribennas                                                                                               | 44° 39′ 23″ N, 3° 21′ 50″ E / 44.656451°N,3.363962°E | PA48000004 | Carregueu una nova foto d'aquest monument |
| Església                                                                 | Inv.  | Segles XI-XII          | Lo Rosièr                                                                                              | 44° 11′ 30″ N, 3° 12′ 24″ E / 44.191744°N,3.206661°E | PA00103909 | Església · Vegeu més fotos d'aquest monument · Carregueu una nova foto d'aquest monument                                                                 |
| Església parroquial                                                      | Inv.  | Segles XII-XIV         | Sench Aubanh                                                                                           | 44° 46′ 54″ N, 3° 23′ 15″ E / 44.781599°N,3.387479°E | PA00103911 | Església parroquial · Vegeu més fotos d'aquest monument · Carregueu una nova foto d'aquest monument                                                      |
| Castell                                                                  | Cat.  | Segles XV-XVI          | Sench Aubanh                                                                                           | 44° 46′ 54″ N, 3° 23′ 21″ E / 44.78167°N,3.38917°E   | PA00103910 | Castell · Vegeu més fotos d'aquest monument · Carregueu una nova foto d'aquest monument                                                                  |
| Antiga església de Sant Bonet                                            | Inv.  | Segle XVIII            | Sant Bonet                                                                                             | 44° 30′ 31″ N, 3° 16′ 44″ E / 44.50872°N,3.278754°E  | PA48000006 | Antiga església de Sant Bonet · Vegeu més fotos d'aquest monument · Carregueu una nova foto d'aquest monument                                            |
| Viaducte de Chapeauroux                                                  | Inv.  | Segle xix              | Sent Bonet de Montaurós                                                                                | 44° 50′ 23″ N, 3° 44′ 05″ E / 44.839747°N,3.734833°E | PA00103914 | Viaducte de Chapeauroux · Carregueu una nova foto d'aquest monument                                                                                      |
| Creu de ferro forjat                                                     | Inv.  | Segle XV               | Sent Bonet de Montaurós                                                                                | 44° 48′ 57″ N, 3° 43′ 12″ E / 44.8157°N,3.7201°E     | PA00103913 | Carregueu una nova foto d'aquest monument |
| Castell de Condres                                                       | Inv.  | Segles XVII-XVIII      | Sent Bonet de Montaurós                                                                                | 44° 49′ 17″ N, 3° 44′ 45″ E / 44.821299°N,3.745866°E | PA00103912 | Carregueu una nova foto d'aquest monument |
| Creu de pedra                                                            | Inv.  | Segles XV-XVI          | Sanch Èli d'Apcher                                                                                     | 44° 48′ 50″ N, 3° 16′ 21″ E / 44.813768°N,3.272477°E | PA00103915 | Creu de pedra · Vegeu més fotos d'aquest monument · Carregueu una nova foto d'aquest monument                                                            |
| Conjunt patrimonial                                                      | Inv.  | Segle xix              | Sent Estève Hameau de la Fage                                                                          | 44° 26′ 01″ N, 3° 35′ 44″ E / 44.433611°N,3.595556°E | PA00103944 | Conjunt patrimonial · Vegeu més fotos d'aquest monument · Carregueu una nova foto d'aquest monument                                                      |
| Església                                                                 | Cat.  | Segles XII-XIII        | Sent Fresald d'Albujas                                                                                 | 44° 33′ 46″ N, 3° 46′ 08″ E / 44.56273°N,3.76883°E   | PA00103924 | Església · Vegeu més fotos d'aquest monument · Carregueu una nova foto d'aquest monument                                                                 |
| Mas du Viala Ponsonnenc                                                  | Inv.  | Segle XVII             | Sent Fresald de Ventalon                                                                               | 44° 17′ 37″ N, 3° 53′ 17″ E / 44.293687°N,3.887926°E | PA48000012 | Carregueu una nova foto d'aquest monument |
| Església                                                                 | Inv.  | Segles XIV-XV          | Sent German de Calbèrta                                                                                | 44° 13′ 06″ N, 3° 48′ 33″ E / 44.218339°N,3.809279°E | PA00103925 | Església · Vegeu més fotos d'aquest monument · Carregueu una nova foto d'aquest monument                                                                 |
| Domaine du Solier                                                        | Inv.  | Segle XVI              | Sent Alari de la Vit                                                                                   | 44° 15′ 14″ N, 3° 50′ 26″ E / 44.253829°N,3.840607°E | PA48000007 | Carregueu una nova foto d'aquest monument |
| Campanar de tempesta d'Auriac                                            | Inv.  | Segle xix              | Sent Julien del Tornèl Hameau d'Auriac                                                                 | 44° 29′ 19″ N, 3° 38′ 59″ E / 44.48861°N,3.64972°E   | PA00103945 | Campanar de tempesta d'Auriac · Vegeu més fotos d'aquest monument · Carregueu una nova foto d'aquest monument                                            |
| Campanar de tempesta des Sagnes                                          | Inv.  | Segle xix              | Sent Julien del Tornèl Hameau des Sagnes                                                               | 44° 28′ 28″ N, 3° 39′ 42″ E / 44.474444°N,3.661667°E | PA00103947 | Campanar de tempesta des Sagnes · Vegeu més fotos d'aquest monument · Carregueu una nova foto d'aquest monument                                          |
| Campanar de tempesta d'Oultet                                            | Inv.  | Segle xix              | Sent Julien del Tornèl                                                                                 | 44° 29′ 11″ N, 3° 40′ 10″ E / 44.48639°N,3.66944°E   | PA00103946 | Campanar de tempesta d'Oultet · Vegeu més fotos d'aquest monument · Carregueu una nova foto d'aquest monument                                            |
| Església                                                                 | Cat.  | Segles XII-XIV         | Sent Julien del Tornèl                                                                                 | 44° 30′ 04″ N, 3° 41′ 06″ E / 44.501246°N,3.685055°E | PA00103929 | Església · Vegeu més fotos d'aquest monument · Carregueu una nova foto d'aquest monument                                                                 |
| Creu en el cementiri                                                     | Inv.  | Segles XIV-XV          | Sent Juèri                                                                                             | 44° 49′ 39″ N, 3° 05′ 11″ E / 44.827413°N,3.086485°E | PA00103928 | Creu en el cementiri · Vegeu més fotos d'aquest monument · Carregueu una nova foto d'aquest monument                                                     |
| Creu de terme                                                            | Cat.  | Segle XII              | Sent Juèri                                                                                             | 44° 49′ 35″ N, 3° 05′ 11″ E / 44.826371°N,3.08638°E  | PA00103927 | Carregueu una nova foto d'aquest monument |
| Establiment gal·loromà amb hipocaust                                     | Inv.  | gal·loromà             | Sent Martin de Lansuscla Lous Courmiers; Saint-Clément                                                 | 44° 13′ 58″ N, 3° 45′ 57″ E / 44.232816°N,3.765725°E | PA00103930 | Establiment gal·loromà amb hipocaust · Modifica el valor a Wikidata · Carregueu una nova foto d'aquest monument                                          |
| Jaciment gal·loromà                                                      | Inv.  | gal·loromà             | Sent Maurise de Ventalon Beaume-de-Loup; Combre Groze; Lou Devez; Croux des Plos; Lou Prat; Lou Chanet | 44° 18′ 41″ N, 3° 48′ 56″ E / 44.311497°N,3.815539°E | PA00103931 | Carregueu una nova foto d'aquest monument |
| Església parroquial                                                      | Inv.  | Segles XII-XIII        | Sant Pèire d'Estripians                                                                                | 44° 13′ 34″ N, 3° 16′ 23″ E / 44.226208°N,3.273062°E | PA00103932 | Església parroquial · Vegeu més fotos d'aquest monument · Carregueu una nova foto d'aquest monument                                                      |
| Antiga església                                                          | Inv.  | Segle XIV              | Sent Pèire lo Vièlh                                                                                    | 44° 51′ 43″ N, 3° 19′ 06″ E / 44.86190°N,3.31844°E   | PA00103933 | Antiga església · Vegeu més fotos d'aquest monument · Carregueu una nova foto d'aquest monument                                                          |
| Església Notre-Dame-de-la-Salette i presbiteri                           | Inv.  |                        | Sent Privat de Vallònga                                                                                | 44° 16′ 48″ N, 3° 50′ 23″ E / 44.279986°N,3.839797°E | PA00103934 | Església Notre-Dame-de-la-Salette i presbiteri · Vegeu més fotos d'aquest monument · Carregueu una nova foto d'aquest monument                           |
| Castell                                                                  | Cat.  | Segles XIV-XVI         | Sent Adornin                                                                                           | 44° 24′ 44″ N, 3° 11′ 19″ E / 44.41222°N,3.18861°E   | PA00135398 | Castell · Vegeu més fotos d'aquest monument · Carregueu una nova foto d'aquest monument                                                                  |
| Casa                                                                     | Inv.  | Segle XV               | Santa Enimia Rue de la Privadenche                                                                     | 44° 21′ 59″ N, 3° 24′ 40″ E / 44.3665°N,3.4112°E     | PA00103923 | Casa · Vegeu més fotos d'aquest monument · Carregueu una nova foto d'aquest monument                                                                     |
| Església parroquial de Saint-Chély-du-Tarn                               | Cat.  | Segles XI-XII          | Santa Enimia                                                                                           | 44° 20′ 12″ N, 3° 23′ 02″ E / 44.336667°N,3.383889°E | PA00103922 | Església parroquial de Saint-Chély-du-Tarn · Vegeu més fotos d'aquest monument · Carregueu una nova foto d'aquest monument                               |
| Església parroquial                                                      | Inv.  | Segles XII-XVIII       | Santa Enimia                                                                                           | 44° 21′ 57″ N, 3° 24′ 40″ E / 44.365914°N,3.411121°E | PA00103921 | Església parroquial · Vegeu més fotos d'aquest monument · Carregueu una nova foto d'aquest monument                                                      |
| Casa                                                                     | Inv.  | Segle XV               | Santa Enimia Rue de la Privadenche                                                                     | 44° 21′ 59″ N, 3° 24′ 40″ E / 44.3665°N,3.4111°E     | PA00103920 | Carregueu una nova foto d'aquest monument |
| Creu de ferro forjat                                                     | Inv.  | Segle XV               | Santa Enimia                                                                                           | 44° 24′ 35″ N, 3° 24′ 39″ E / 44.40961°N,3.41092°E   | PA00103919 | Creu de ferro forjat · Vegeu més fotos d'aquest monument · Carregueu una nova foto d'aquest monument                                                     |
| Castell de Prades                                                        | Inv.  | Segles XII-XIII        | Santa Enimia                                                                                           | 44° 21′ 02″ N, 3° 27′ 33″ E / 44.35056°N,3.45917°E   | PA00103918 | Castell de Prades · Vegeu més fotos d'aquest monument · Carregueu una nova foto d'aquest monument                                                        |
| Capella Notre-Dame-de-Cénaret de Saint-Chély-du-Tarn                     | Inv.  | Segles XII-XV          | Santa Enimia                                                                                           | 44° 20′ 06″ N, 3° 23′ 02″ E / 44.334865°N,3.383752°E | PA00103917 | Capella Notre-Dame-de-Cénaret de Saint-Chély-du-Tarn · Vegeu més fotos d'aquest monument · Carregueu una nova foto d'aquest monument                     |
| Antiga abadia                                                            | Cat.  | Segle XII              | Santa Enimia                                                                                           | 44° 22′ 01″ N, 3° 24′ 41″ E / 44.366944°N,3.411389°E | PA00103916 | Antiga abadia · Vegeu més fotos d'aquest monument · Carregueu una nova foto d'aquest monument                                                            |
| Creu de pedra                                                            | Inv.  | Segle XVII             | Senta Alena place de l'Eglise                                                                          | 44° 31′ 11″ N, 3° 36′ 13″ E / 44.51967°N,3.603615°E  | PA00103926 | Carregueu una nova foto d'aquest monument |
| Creu de pedra                                                            | Inv.  | Segles XVI-XVII        | Cerveiretas                                                                                            | 44° 42′ 12″ N, 3° 23′ 16″ E / 44.703238°N,3.387753°E | PA00103936 | Creu de pedra · Vegeu més fotos d'aquest monument · Carregueu una nova foto d'aquest monument                                                            |
| Església Saint-Jean                                                      | Cat.  | Segles XII-XV          | Cerveiretas                                                                                            | 44° 42′ 15″ N, 3° 23′ 13″ E / 44.704206°N,3.3869°E   | PA00103935 | Església Saint-Jean · Vegeu més fotos d'aquest monument · Carregueu una nova foto d'aquest monument                                                      |
| Domaine de la Grange                                                     | Inv.  | Segle XVI              | Cervièiras                                                                                             | 44° 36′ 10″ N, 3° 24′ 40″ E / 44.602805°N,3.411008°E | PA48000008 | Domaine de la Grange · Carregueu una nova foto d'aquest monument                                                                                         |
| Castell de Salgas                                                        | Inv.  | Segles XVIII-XIX       | Bebron                                                                                                 | 44° 15′ 23″ N, 3° 35′ 03″ E / 44.25639°N,3.58417°E   | PA00103941 | Castell de Salgas · Vegeu més fotos d'aquest monument · Carregueu una nova foto d'aquest monument                                                        |
| Casa gòtica                                                              | Inv.  | Segle XIV              | Vilafòrt rue de l'Eglise                                                                               | 44° 26′ 18″ N, 3° 55′ 58″ E / 44.438298°N,3.932872°E | PA00125499 | Carregueu una nova foto d'aquest monument |